# ŽMNK Mirlović Zagora
Ženski malonogometni klub „Mirlović Zagora” (ŽMNK Mirlović Zagora; MNK Mirlović Zagora; Mirlović Zagora) je ženski futsal (malonogometni) klub iz Mirlović Zagore, općina Unešić, Šibensko-kninska županija, Republika Hrvatska. 

## O klubu
ŽMNK „Mirlović Zagora” je osnovana 2014. godine kao ženska sekcija postojećeg malonogometnog kluba „Mirlović Zagora”, osnovanog 2000. godine. 
 
Klub je od sezone 2015./16. redoviti sudionik „1. HMNL za žene”. 
 
Klub je uspješno nastupao i na mnogim futsal i malonogometnim turnirima za žene, poput „Kutije šibica” u Zagrebu,
„Zagreb Winter Cup”,
„Futsal čarolija” u Zadru 
ili turnira u Poličniku.
 
 
Od 2017. godine ŽMNK „Mirlović Zagora” organizira „školu ženskog nogometa” u šibenskim športskim dvoranama.

## Plasmani po sezonama
| sezona          | rang            | liga            | poz.            | klubova u ligi  | ut              | pob             | ner             | por             | gol+            | gol-            | bod             | doigravanje     | napomena         | izvori          |
| Mirlović Zagora | Mirlović Zagora | Mirlović Zagora | Mirlović Zagora | Mirlović Zagora | Mirlović Zagora | Mirlović Zagora | Mirlović Zagora | Mirlović Zagora | Mirlović Zagora | Mirlović Zagora | Mirlović Zagora | Mirlović Zagora | Mirlović Zagora  | Mirlović Zagora |
| --------------- | --------------- | --------------- | --------------- | --------------- | --------------- | --------------- | --------------- | --------------- | --------------- | --------------- | --------------- | --------------- | ---------------- | --------------- |
| 2015./16.       | I.              | 1. HMNL za žene | 9.              | 9 (10)          | 8               | 0               | 1               | 7               | 6               | 47              | 1               |                 | igrano turnirski |                 |
| 2016./17.       | I.              | 1. HMNL za žene | 6.              | 9 (10)          | 8               | 3               | 0               | 5               | 19              | 38              | 8 (-1)          |                 | igrano turnirski |                 |
| 2017./18.       | I.              | 1. HMNL za žene | 6.              | 10              | 9               | 3               | 0               | 6               | 27              | 33              | 9               | ne              | igrano turnirski |                 |
| 2018./19.       | I.              | 1. HMNL za žene | 5.              | 7               | 12              | 4               | 0               | 8               | 59              | 33              | 12              | ne              | igrano turnirski |                 |
| 2019./20.       | I.              | 1. HMNL za žene | 5.              | 9               | 16              | 9               | 0               | 7               | 73              | 42              | 27              |                 | igrano turnirski |                 |
|                 |                 |                 |                 |                 |                 |                 |                 |                 |                 |                 |                 |                 |                  |                 |

## Unutrašnje poveznice
- Mirlović Zagora

## Vanjske poveznice
- Žmnk Mirlović Zagora, facebook stranica
- crofutsal.com, Mirlović Zagora
- sibenskiportal.hr, ŽMNK Mirlović Zagora
- sibenik.in, MNK Mirlović Zagora  Arhivirana inačica izvorne stranice od 30. lipnja 2020. (Wayback Machine)